# Lucia Galeone
Lucia Galeone (Grottaglie, 15 marzo 1980) è una showgirl ed ex modella italiana.

## Biografia
Studentessa di Liceo classico, ha iniziato la sua carriera nel mondo dello spettacolo partecipando ai concorsi di bellezza; all'età di 17 anni è giunta seconda nell'edizione 1997 di Fotomodella dell'anno. Dopo il diploma di maturità, si è trasferita a Roma per studiare Medicina alla Sapienza - Università di Roma. Nel 2002 ha partecipato alla selezione italiana di Miss Universo 2003 (vincendo venerdì 28 giugno il titolo Miss Cover Girl Estetica); notata dalla casa editrice Lancio, è divenuta volto dei suoi fotoromanzi, lavorando con divi del settore come Davide Fappani, Antonio Morra, Alessandro Inches e Fabio Bifulco. Nel 2003 ha partecipato a Miss Italia con il titolo di Miss Sasch Modella Domani Puglia. 
Nell'estate del 2004 ha partecipato a Veline e ha vinto la finale, in coppia con la bionda russa Vera Atyushkina, diventando così la velina mora di Striscia la notizia dal 27 settembre 2004 all'11 giugno 2005. In seguito al licenziamento da Striscia dopo una sola stagione televisiva (al suo posto arrivò Melissa Satta), il suo ultimo lavoro in tv fu quello di meteorina nel meteo del TG4 di Emilio Fede, ruolo svolto dal 2005 al 2008. 

### Vita privata
Il 19 giugno 2006 si è sposata con Christian Sarli, autore di Striscia, da cui ha avuto due figlie.